# Santo Tomás (Colombia)
Santo Tomás è un comune della Colombia facente parte del dipartimento dell'Atlantico.

## Storia
Il centro abitato venne fondato da Francisco e Miguel Becerra nel 1706, mentre l'istituzione del comune è del 18 giugno 1857.